# Zollernhof

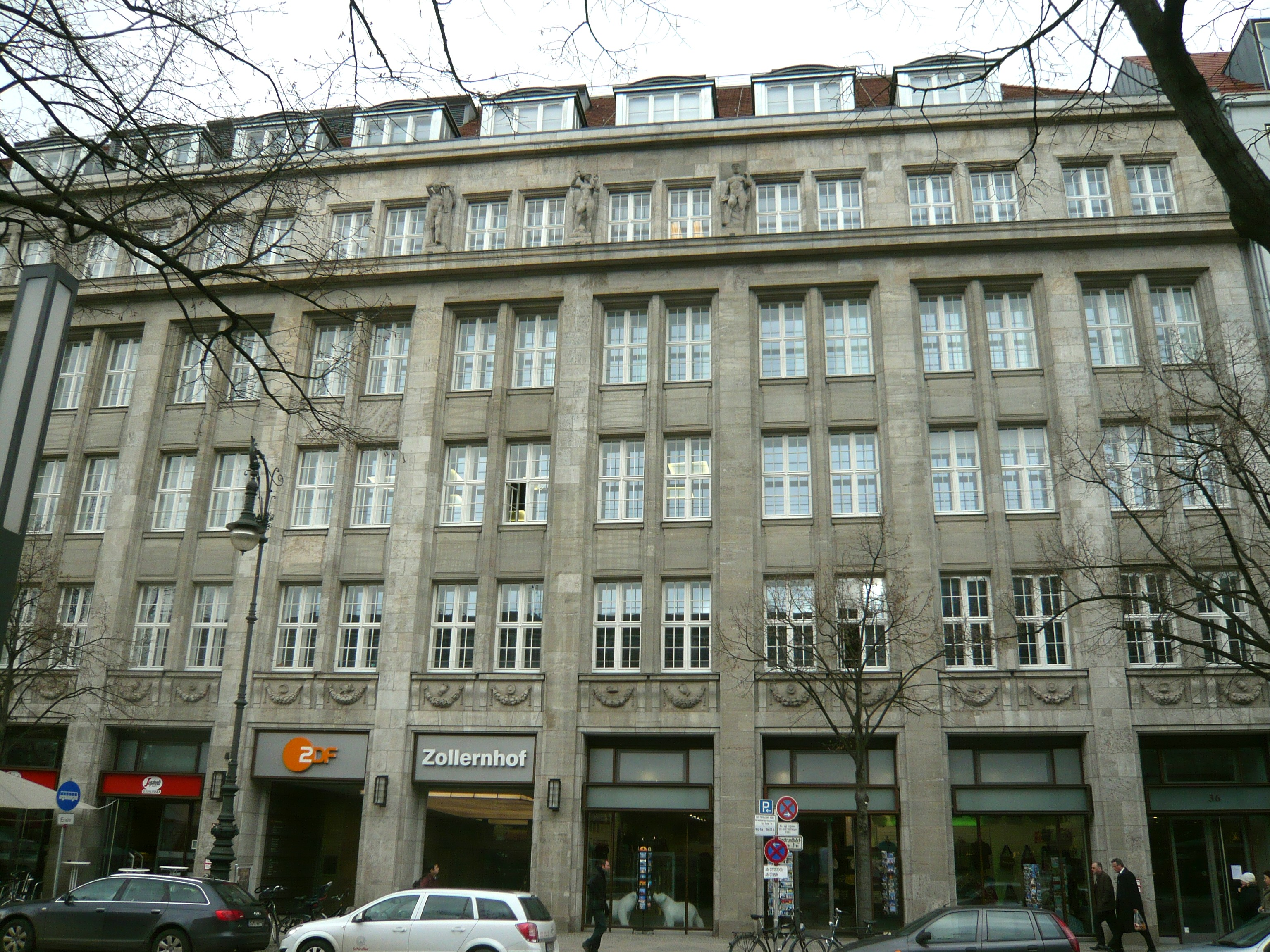
Haus Zollernhof, Ansicht von der Straße Unter den Linden, 2010

Der Zollernhof ist ein 1910–1911 errichtetes Bürogebäude im Berliner Ortsteil Mitte, das unter Denkmalschutz steht. Von 1949 bis 1990 befand sich hier der Sitz des Zentralrats der Freien Deutschen Jugend (FDJ). Seit 3. Februar 2000 hat das Zweite Deutsche Fernsehen (ZDF) dort sein Hauptstadtstudio und weitere Medienunternehmen haben sich niedergelassen.

## Lage und Größe
Der Gebäudekomplex befindet sich in der historischen Dorotheenstadt, zwischen dem Boulevard Unter den Linden 36–38 und der Mittelstraße 45–48. Ursprünglich war das Gebäude nur halb so groß und nahm lediglich das Eckgrundstück des Boulevards Unter den Linden zu der später überbauten Kleinen Kirchgasse ein. Aktuell (Stand: 2010) werden folgende Flächen angegeben: Grundstücksgröße 4.042 m²; Bruttonutzfläche: 32.000 m² auf elf Geschosse verteilt, davon sieben oberirdisch.

## Bau und Namensgebung
Der Architekt Kurt Berndt erstellte den Gesamtentwurf des Gebäudes, die Gestaltung der Fassade im neoklassizistischen Stil, der Vorhalle und des Haupttreppenhauses steuerte Bruno Paul bei, der auch die Bauleitung innehatte. Zusammen mit der Einweihung des Gebäudes am 16. November 1911 wurde das Restaurant Zollernhof, das gesondert von dem Architekten Henry Gross geplant und ausgeführt wurde, mit 1000 Sitzplätzen eröffnet.
Es ist anzunehmen, dass die Namensgebung eine Reverenz an das preußische Herrscherhaus der Hohenzollern ist, dessen Wohnsitz in der Residenzstadt Berlin bis zum Jahre 1918 das unweit vom Zollernhof entfernte Berliner Schloss war.

## Architektur
Das Gebäude selbst ist ein fünfgeschossiger Stahlskelettbau mit einer mit Naturstein verkleideten Fassade. Der als Kontorhaus (Geschäftshaus) geplante Bau bot zahlreichen verschiedenen Firmen Unterkunft in zentraler Lage. Die Erstbebauung hatte ihre Schauseite zur Straße Unter den Linden, die eine gleichmäßige Fenstergliederung erhielt – jeweils ein Fensterpaar ist in drei übereinanderliegenden Geschossen durch eine Senkrechte zusammengefasst. Unter den Fenstern der ersten Etage sind als Fassadenschmuck reliefartige Girlanden eingearbeitet. Das Attikageschoss trägt einige in klassizistischer Manier ausgeführte überlebensgroße Figuren (wie den Götterboten Hermes), die eine gut funktionierende Wirtschaft symbolisierten. Die fünf Attikafiguren wurden bei den Erweiterungsbauten des Jahres 1938 in die (neue) Gebäudemitte versetzt.
Das Vestibül war hauptsächlich mit marmorierten Steinplatten gestaltet: Treppen, Wände, Fußboden. Auch das anschließende Treppenhaus wurde so rustikal mit zurückhaltendem Schmuck ausgeführt.

## Geschichte

### 1919–1945
Nach dem Ersten Weltkrieg erwarb der Hugenberg-Verlag den Zollernhof und ließ ihn 1938 durch die Architekten Richard Bielenberg & Josef Moser durch Überbauung der Kleinen Kirchgasse in der Länge verdoppeln. Dem Haus wurden sechs exakt kopierte Fensterachsen des Altbaus hinzugefügt (der Übergang zum Erweiterungsbau ist noch heute an der etwas helleren Steinverkleidung zu erkennen).
Die Juden unter den Ladenbesitzern wurden in der Zeit des Nationalsozialismus enteignet. Während des Zweiten Weltkriegs brannte der Komplex aus, sodass fast das gesamte Gebäudeinnere vernichtet wurde.

### 1946–1990

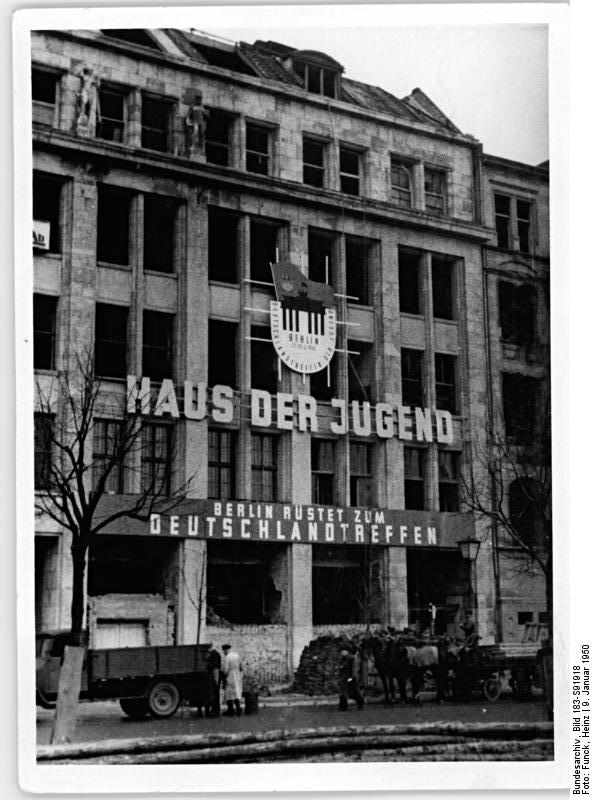
Haus Zollernhof im Januar 1950

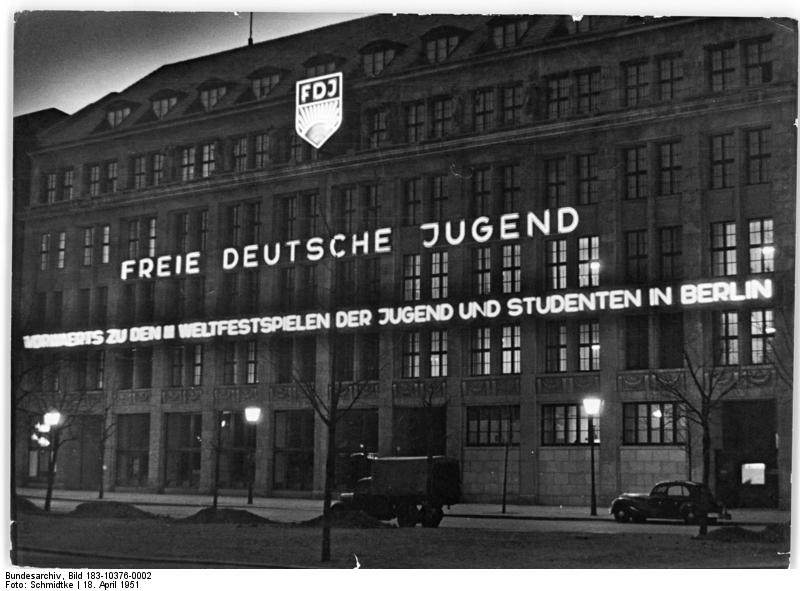
Haus Zollernhof, 1952

Nachdem am Boulevard Unter den Linden ab Sommer 1945 großflächig die zerstörten Gebäude enttrümmert worden waren, konnten die noch erhaltenen Bauten rekonstruiert werden. Am Zollernhof wurde die Innengestaltung verändert, ein Restaurant wurde nicht weiter betrieben. 1949 nahm der Zentralrat der FDJ seinen Hauptsitz im Zollernhof. Auch andere Organisationen der DDR waren dort angesiedelt wie die Hauptverwaltung der Pionierorganisation Ernst Thälmann, die FDJ-Bezirksleitung Berlin, das Komitee für Touristik und Wandern der DDR sowie ein Spezialgeschäft für Pionier- und FDJ-Kleidung, Touristik, Sport und Camping im Erdgeschoss.

### Nach 1990
Im Februar 1990 besetzten mehrere „neue“ DDR-Jugendverbände den Zollernhof, die direkt nach dem Mauerfall und dem Zugeständnis, weitere Jugendverbände neben der staatlichen Organisation FDJ zu gründen, entstanden waren. Sie schlossen sich im Runden Tisch der Jugend in der DDR zusammen und sahen es als ihr Recht, den vorher vom Staatsjugendverband FDJ genutzten Raum für eine pluralistische, demokratische Jugendarbeit zu nutzen. Mehrere Jugendverbände gingen im Rahmen der deutschen Wiedervereinigung vom Oktober 1990 schnell in westdeutschen Partnerverbänden auf (wie die Jusos oder die Jungen Liberalen der DDR) oder hatten sich wenige Monate nach ihrer Gründung aufgrund der gesellschaftlichen Veränderungen wieder aufgelöst, aber einige, wie die Deutsche Esperanto-Jugend (mit einer weiteren Geschäftsstelle in Bonn), das Jugendnetzwerk Lambda und der Dachverband Arbeitsgemeinschaft Neue Demokratische Jugendverbände nutzten das Gebäude weiter.
Im November 1993 erwarb das ZDF den Zollernhof. Von 1997 bis 1999 wurde das Gebäude unter Leitung des Berliner Architekten Thomas Baumann saniert und umgebaut. Der Hof wurde Teil einer Ladenpassage, die den Boulevard Unter den Linden mit der rückwärtigen Mittelstraße verbindet. Am 3. Februar 2000 eröffnete das ZDF sein neues Hauptstadtstudio in diesem historischen Gebäude. Im Jahr 2012 beschäftigte der Sender hier 176 Mitarbeiter. Auch das Restaurant Zollernhof wurde an gleicher Stelle wiedereröffnet. Weitere Mieter im Zollernhof sind das österreichische Fernsehen (ORF) sowie die japanischen Medienunternehmen Mainichi Broadcasting System (MBS) und Tokyo Broadcasting System (TBS). Der Zollernhof steht unter Denkmalschutz.
Leitung des ZDF-Hauptstadtstudios im Zollernhof
Peter Ellgaard war ab 1998 der erste Leiter des ZDF Hauptstadtstudios in Berlin im Zollernhof; ihm folgte Peter Frey.
Von 2010 bis 2019 war Bettina Schausten als Nachfolgerin von Peter Frey Leiterin des ZDF-Hauptstadtstudios; ihr Nachfolger wurde Theo Koll.
Im Dezember 2023 übernahm Diana Zimmermann als Nachfolgerin von Theo Koll die Leitung des ZDF-Hauptstadtstudios in Berlin.

## Sendungen aus dem ZDF-Hauptstadtstudio (Auswahl)
- Berlin direkt
- Frontal
- Maybrit Illner
- Unter den Linden
- Was nun, …?
- ZDF-Morgenmagazin
- ZDF-Mittagsmagazin